# اريك فانك
اريك فانك (بالإنجليزية: Eric Funk)‏ هو ملحن أمريكي، ولد في 1949 في دير لودج في الولايات المتحدة.

## وصلات خارجية
- الموقع الرسمي